# 上海软星
上海软星，全称软星科技（上海）有限公司，于2001年成立，2007年关闭，2015年重建。曾为中国大陆地区知名的单机游戏开发商，目前主营业务为手机游戏开发。

## 历史
2007年8月，《仙剑奇侠传四》发售。2007年9月，上海软星主要负责人张毅君、张孝全辞职，上海软星无以为继；大宇资讯将上海软星关闭，将其业务并入北京软星。
2015年，大宇资讯重建上海软星，主营业务改为手机游戏，由张孝全担任CEO。重建之后，上海软星宣布开发手机游戏《仙剑奇侠传：幻璃镜》。
2017年11月10日，北京软星宣布，将由昆仑万维战略性增资2.13亿元人民币，增资完成后，昆仑万维将持有北京软星及其子公司上海软星51%股权。2018年4月16日，该增資協議被大宇资讯解除。2018年4月25日，大宇资讯发布中资收购公告，改由CMGE中手游出资入股。2018年5月完成收购。2023年8月，上海软星开发团队重组为Up Software（上海创升极趣网络科技有限公司）。

## 开发游戏

### 重建前
- 《汉朝与罗马》
- 《仙剑奇侠传三》
- 《仙剑奇侠传三外传·问情篇》
- 《阿猫阿狗2》
- 《仙剑奇侠传四》
- 《阿猫阿狗大作战》（网络游戏）

### 重建后
- 《仙剑奇侠传：幻璃镜》（手机游戏）
- 《仙剑奇侠传九野》(手机/ Steam)
- 《仙剑奇侠传四：重制版》[9]